# Патрисиу, Руй Мануэл
Руй Мануэ́л де Меде́йруш Д’Эшпине́й Патри́сиу (порт. Rui Manuel de Medeiros D'Espiney Patrício, 17 августа 1932, Лиссабон, Португалия — 4 февраля 2024) — португальский учёный и государственный деятель, министр иностранных дел Португальской республики (1970—1974).

## Биография
В 1955 году окончил юридический факультет Лиссабонского университета с присуждением степени доктора права, в 1956 году получил степень магистра в области политической экономии того же университета.
- 1956—1957 гг. — сотрудник управления министерства по делам заморских территорий,
- 1958—1964 гг. — экономический советник энергетической компании Sacor, одновременно ассистент профессора Лиссабонского университета,
- 1965—1970 гг. — член рабочей группы по финансированию и экономической интеграции заморских территорий,
- 1970—1974 гг. — министр иностранных дел Португалии.

После апрельской революции 1974 года эмигрировал в Бразилию, где посвятил себя деловому администрированию.

## Награды
Награды Португалии
| Страна     | Дата                           | Награда                                            | Награда                                            | Литеры |
| ---------- | ------------------------------ | -------------------------------------------------- | -------------------------------------------------- | ------ |
| Португалия | 25 апреля 1970 —               | Кавалер Большого креста                            | ордена Христа                                      | GCC    |
| Португалия | 9 апреля 1968 — 25 апреля 1970 | Гранд-офицер                                       | ордена Христа                                      | GOC    |
| Португалия | 21 июня 1972 —                 | Кавалер Большого креста ордена Инфанта дона Энрике | Кавалер Большого креста ордена Инфанта дона Энрике | GCIH   |